# Free Sample Zone
 (septembre 2024).
Pour les articles homonymes, voir FSZ.
Free Sample Zone ou FSZ est un faux netlabel créé par Chenard Walcker en janvier 2005, pour prendre position contre la loi du copyright.

## Free Sample movement
L'idée de créer Free Sample Zone a été inspirée par les notes de pochettes d'un single de The Fuzz (États-Unis) sorti en 1994, God Bless The Radio. Le groupe expliquait pourquoi ils refusaient de payer des royalties pour l'utilisation de samples :
« We are sickened by the iron claw of greed and paranoia which is slowly sealing its cruching grip on pumping heart of the most creative, mind-blowing, slack-sausage stiffening soundz being born in modern music today. In simpler words, the growing trend of charging mad amounts and/or taking songs rights and royalties for the use of samples is BULLSHIT. »[réf. nécessaire]
Ils encourageaient les autres artistes à suivre leur mouvement, mais n'eurent aucun succès[réf. nécessaire], ni avec leur musique, ni avec le Free Sample movement.

## Histoire
Dix ans plus tard, Chenard Walcker décida de créer un netlabel qui publierait des artistes engagés contre la loi sur le droit d'auteur. Il l'appela logiquement Free Sample Zone, et contacta les membres originaux de The Fuzz pour leur proposer de publier God Bless The Radio sous une licence Creative Commons. The Fuzz lui donnèrent leur accord.
Il s'ensuivit une intense activité du label : FSZ a publié plus de 50 albums en moins de 2 ans, la moitié créditée à Chenard Walcker, l'autre moitié étant le fruit du travail de nombreux activistes du collage tels Oscar And The Jets (États-Unis), The Walcker Crew (Turquie), Nelson, The Sand, Run, Les Rapeurs Sans Tête (France) and I Martelli Pneumatici (Italie). Chenard a également travaillé avec le poète Roy Arad (en) (Israël) sur quelques albums.

## Catalogue
Tous les albums sont téléchargeables gratuitement sous la forme d'un fichier zip incluant les titres mp3 et les pochettes face, dos et CD prêts à l'impression et au pliage. La musique est publiée sous licence Creative Commons.

### Chenard Walcker
Albums :
- 2002 : L'Âne vêtu de la peau de lion >m3u
- 2002 : Le Fou >m3u
- 2002 : Chenard Haut-Le-Cœur >m3u
- 2003 : Écossaise 133 >m3u
- 2003 : L'Omelette >m3u
- 2004 : Le Football De Collage >m3u
- 2004 : Echolalie >m3u
- 2005 : Testez Votre Chaine Hi-Fi Avec Chenard Walcker >m3u
- 2005 : Hands >m3u
- 2005 : Vodoun >m3u
- 2005 : Houseplant >m3u
- 2006 : Moo >m3u
- 2006 : The Pusher >m3u

EP :
- 2002 : L >m3u
- 2003 : Blessed >m3u
- 2003 : Utopia >m3u
- 2004 : Rock'n Roll Boy >m3u
- 2004 : Magirus Dentz >m3u
- 2004 : Oddio >m3u
- 2004 : X Rays >m3u
- 2005 : We Are The Monster >m3u
- 2005 : Kalifornia >m3u
- 2005 : Heartbreak Pain Cafe >m3u
- 2005 : Archisex >m3u
- 2005 : Gaspatxo >m3u
- 2006 : Zyne >m3u
- 2006 : Metamorphoses >m3u

Avec Roy Chicky Arad :
- 2005 : Blue Oranges >m3u
- 2005 : I Vanunu >m3u
- 2006 : Street >m3u

### The Fuzz
- 2004 : God Bless The Radio >m3u

### I Martelli Pneumatici
- 2005 : Conchiglia >m3u

### Nelson
- 2005 : La Queue Et Le Con >m3u

### Oscar And The Jets
- 2004 : Nelson's Melody >m3u
- 2004 : Brown Baby >m3u
- 2005 : Insane Baby >m3u
- 2005 : Duplicate Baby >m3u

### Les Rapeurs Sans Tête
- 2004 : Les Rapeurs Sans Tête >m3u

### Run
- 2005 : Recycle >m3u

### The Sand
- 2002 : Wish >m3u
- 2005 : Let Them Drink Sand ! >m3u
- 2005 : Deck Honey >m3u
- 2005 : Diamonds >m3u
- 2005 : Holes >m3u
- 2006 : Katie Cruel >m3u
- 2006 : C-Side >m3u

### The Socks
- 2005 : Boots >m3u
- 2005 : Yin Yang >m3u
- 2006 : Suck >m3u

### The Walcker Crew
- 2002 : Les Veines Noires >m3u
- 2005 : Rip Hop >m3u
- 2005 : OK Robot >m3u
- 2006 : Emergency Exits >m3u